# Palomar 3
Palomar 3 (Sekstant C) – olbrzymia gromada kulista znajdująca się w odległości około 301 500 lat świetlnych od Ziemi w kierunku konstelacji Sekstantu. Została odkryta w 1952 roku przez Alberta Wilsona i Waltera Baade. Palomar 3 znajduje się 312 tys. lat świetlnych od jądra Drogi Mlecznej na granicy jej halo.
Istnieją wątpliwości przy zaliczaniu Palomar 3 do gromad kulistych. Ze względu na rozkład gwiazd, mogłaby to być tymczasowo przejęta przez naszą Galaktykę eliptyczna lub sferoidalna galaktyka karłowata. Palomar 3 znajduje się zaledwie 4° i w tej samej odległości co Karzeł Sekstantu, satelitarna galaktyka karłowata Drogi Mlecznej odkryta dopiero w 1990 roku ze względu na niską jasność. Choć fizycznie oba obiekty są oddalone od siebie tylko o 30 tys. lat świetlnych, nie ma dowodu na ich fizyczne połączenie. Dowodem na niezależność obu systemów są ich różne prędkości radialne: Palomar 3 oddala się od nas z prędkością 83,4 km/s, a Karzeł Sekstantu 238 km/s.